# Jery Sandoval
Jery Luz Sandoval Sanabria (Barranquilla, 18 de dezembro de 1986), mais conhecida pelo seu nome artístico Jery Sandoval, é uma cantora, compositora, atriz, dançarina e apresentadora colombiana.

## Biografia e carreira
Jery Sandoval nasceu em Barranquilla, Colômbia e desde muito jovem viveu em Carmen de Bolivar. Lá ela estudou em uma escola católica.  Sua habilidade artística foi demonstrada aos Doze de idade;  era natural já que sua família sempre apoiou seu interesse pelo canto e pela música. Sandoval começou a cantar no atum de sua escola (orquestra de alunos). 
Aos Doze anos passou a integrar o grupo Notas y Colores do Carmen de Bolivar, que cantava baladas e música afroantiliana. Além disso com o primo Luís formaram outro grupo que conquistou o primeiro lugar num concurso de canto no Sincelejo. Entre Quatorze e Dezesseis, Jery viajou constantemente entre Barranquilla e Bogotá. Ela conheceu pessoas no mundo da música que a pediram para gravar seu primeiro CD. Escreveu várias canções, entre elas "Te Amo", "Cómo Dejarte" e "Mi Primer Día sin Ti".  
Em 2001, graças à agência de Iván Corredor Julio Navarra, Sandoval participou no Miss Miércoles, conquistando a segunda posição. Mais tarde, ela entrou para a televisão no canal Telebarranquilla em um programa chamado Entre la Rubia y la Morena.

### O seu primeiro disco
Em fevereiro de 2007, se mudou para Porto Rico para começar sua produção musical com a produtora White Lion, sendo seu produtor Elías de León e ficou viando entre Porto Rico e Bogotá. Desde de 2008 se mudou para Miami onde terminou sua produção musical com a gravadora Universal Music e estudando inglês na Universidade de Miami.

## Filmografia

### Televisão
| Ano       | Titulo                           | Papel                  | Notas |
| --------- | -------------------------------- | ---------------------- | ----- |
| 2017      | Venganza                         | Lucero Suárez          |       |
| 2015      | Diomedes, el cacique de la junta | Amante de Rafael       |       |
| 2013      | La Madame                        | Lisa                   |       |
| 2011      | Popland                          | Nicole Martin          |       |
| 2006-2007 | Código postal                    | Regina Cordona         |       |
| 2005-2006 | Los Reyes                        | María del Carmen Reyes |       |